# Эспозито, Клотильда
Клотильда Эспозито (англ. Clotilde Esposito; род. 20 апреля 1997) — итальянская актриса театра и кино.
Наиболее известна по роли Сильвии Скакко в итальянском драматическом телесериале «Море снаружи» (с 2020 года по настоящее время).

## Биография
Родилась в Неаполе 20 апреля 1997 года.
С 2012 по 2017 год училась актёрскому мастерству в Школе кино, театра и танца «La Ribalta» в Кастелламмаре-ди-Стабия, затем получила диплом юриста.
В 2012 году сыграла роль Греты Фурнье в мыльной опере «Место под солнцем». В следующем году снялась в художественном фильме «Пупетта – Мужество и страсть», а в 2014 году была членом актёрского состава в фильме «Миллионеры» Алессандро Пивы.
В 2015 году Клотильда приняла участие в мастер-классе в школе «La Ribalta»и снялась в телесериале «Под прикрытием». В период с 2014 по 2017 год она участвовала в сериале «Ярость», а с 2020 года стала участником постоянного состава сериала «Море снаружи», созданного Кристианой Фариной, продюсером Rai Fiction (дочерняя структура компании Rai).